# Yoshie Fujiwara
Pour les articles homonymes, voir Fujiwara (homonyme).
Yoshie Fujiwara (藤原義江, Fujiwara Yoshie, 5 décembre 1898 à Osaka, préfecture d'Osaka – 22 mars 1976) est un ténor japonais. Il participe aux 5e et 6e Kōhaku Uta Gassen.

## Biographie
Il est né à Osaka. Sa mère, Kinu Sakata, est une geisha qui travaille à Shimonoseki, préfecture de Yamaguchi. Son père Neil B. Reid (30 novembre 1870 – 19 janvier 1920) est écossais. Il n'est cependant pas élevé par lui. Tokuzaburō Fujiwara qui l'adopte lui donne le nom de famille « Fujiwara ». Malgré cela, son vrai père le rencontre plus tard et l'envoie à l'école. La mère de Yoshie meurt quand il est encore jeune et il reste célibataire toute sa vie. La tombe de Reid se trouve à Shimonoseki et la pension de Reid est devenue le « musée mémorial Fujiwara Yoshie ».
Il fonde le « Fujiwara Opera » en 1934 et devient une figure marquante de l'histoire de l'opéra japonais.

## Source de la traduction
- (en) Cet article est partiellement ou en totalité issu de l’article de Wikipédia en anglais intitulé « Yoshie Fujiwara » (voir la liste des auteurs).